# USS Francovich (APD-116)
USS Francovich (APD-116) là một tàu vận chuyển cao tốc lớp Crosley, nguyên được cải biến từ chiếc DE-606, một tàu hộ tống khu trục lớp Rudderow, và đã phục vụ cùng Hải quân Hoa Kỳ trong Chiến tranh Thế giới thứ hai. Nó là chiếc tàu chiến duy nhất của Hải quân Hoa Kỳ được đặt cái tên này, theo tên hạ sĩ quan kỹ thuật không lực Albert A. Francovich (1920–1942), người từng phục vụ cùng một liên đội tuần tra trong Chiến dịch quần đảo Solomon, đã tử trận trong một trận đối đầu máy bay đối phương vào ngày 6 tháng 9, 1942 và được truy tặng Huân chương Chữ thập Hải quân. Chỉ đưa vào hoạt động khi chiến tranh đã kết thúc, nó xuất biên chế năm 1946, rồi cuối cùng bị bán để tháo dỡ vào năm 1965.

## Thiết kế và chế tạo
Thiết kế của lớp Crosley dựa trên việc cải biến lớp tàu hộ tống khu trục Rudderow. Cấu trúc thượng tầng con tàu được mở rộng, đồng thời tháo dỡ bớt vũ khí trang bị để lấy chỗ bố trí nơi nghỉ cho 162 binh lính được vận chuyển cùng khoảng 40 tấn trang bị. Hệ thống động lực tương tự như với các lớp Buckley và Rudderow; là kiểu động cơ turbine-điện General Electric, cung cấp điện năng cho mô-tơ điện để dẫn động hai trục chân vịt.
Dàn vũ khí được giữ lại bao gồm một khẩu pháo 5 inch (130 mm)/38 cal bố trí một phía trước mũi; ba khẩu đội pháo phòng không Bofors 40 mm nòng đôi và sáu pháo phòng không Oerlikon 20 mm; vũ khí chống ngầm gồm hai đường ray Mk. 9 để thả mìn sâu. Thủy thủ đoàn đầy đủ bao gồm 15 sĩ quan và 168 thủy thủ; và con tàu được bố trí tiện nghi để vận chuyển 12 sĩ quan cùng 150 binh lính đổ bộ.
Cái tên Francovich nguyên được dự định đặt cho chiếc DE-379, một tàu hộ tống khu trục lớp John C. Butler, nhưng việc chế tạo bị hủy bỏ, nên cái tên Francovich được đặt lại cho chiếc DE-606, vốn được đặt lườn tại Xưởng tàu Bethlehem-Hingham ở Hingham, Massachusetts vào ngày 19 tháng 4, 1945. Nó được hạ thủy vào ngày 5 tháng 6, 1945, được đỡ đầu bởi bà Mary F. Edmunds, chị của hạ sĩ quan Francovich. Đang khi được hoàn thiện, con tàu được xếp lại lớp như một tàu vận chuyển cao tốc vào ngày 17 tháng 7, 1945, mang ký hiệu lườn mới APD-116, và nhập biên chế cùng Hải quân Hoa Kỳ vào ngày 6 tháng 9, 1945 dưới quyền chỉ huy của Hạm trưởng, Thiếu tá Hải quân Malcolm R. MacLean.

## Lịch sử hoạt động
Nhập biên chế quá trễ để có thể tham gia trong cuộc chiến tranh, Francovich vẫn tiến hành chạy thử máy huấn luyện theo thông lệ trước khi đi đến Green Cove Springs, Florida vào ngày 18 tháng 11, 1945. Nó phục vụ cho quá trình đại tu ngừng hoạt động của nhiều tàu chị em cùng lớp tại đây, cho đến khi bản thân nó được cho xuất biên chế vào ngày 29 tháng 4, 1946, và neo đậu cùng Đội Florida trực thuộc Hạm đội Dự bị Đại Tây Dương. Tên nó được cho rút khỏi danh sách Đăng bạ Hải quân vào ngày 1 tháng 4, 1964, và con tàu được bán để tháo dỡ vào tháng 5,  1965.

## Phần thưởng
Nguồn: Navsource Naval History
|  |  |

| Huân chương Chiến dịch Hoa Kỳ | Huân chương Chiến thắng Thế Chiến II |